# HD193344
HD193344 — хімічно пекулярна зоря спектрального класу B9, що має видиму зоряну величину в смузі V приблизно  7,6.
Вона  розташована на відстані близько 1964,8 світлових років від Сонця.

## Пекулярний хімічний склад
Зоряна атмосфера HD193344 має підвищений вміст 
Si
.